# Christoph Gießen
Christoph Gießen ist der Funkrufname eines in Gießen stationierten Intensivtransporthubschraubers der Johanniter-Unfall-Hilfe. Dieser kann im Dual-Use-Verfahren sowohl für Verlegungs- als auch Notfalleinsätze genutzt werden. Hierbei ist er rund um die Uhr einsatzbereit, seit Sommer 2015 können Primäreinsätze auch in den Nachtstunden geflogen werden. Sein Einsatzgebiet umfasst Hessen, Rheinland-Pfalz, den Norden Bayerns sowie für Verlegungsflüge ganz Deutschland.

## Geschichte
Die Johanniter-Unfall-Hilfe e. V. betrieb am Flugplatz Reichelsheim seit 1996 einen Intensivtransporthubschrauber, welcher zunächst lediglich für Verlegungsdienste eingesetzt war und durch das Land Hessen geduldet wurde. Seit 2006 trug dieser den Rufnamen Christoph Hessen. Im Nord-Westen Hessens existierte zu diesem Zeitpunkt eine Lücke im hessischen Luftrettungsnetz, welches aus den Rettungshubschraubern Christoph 2, Christoph 7, Christoph 25 und Christoph 28 bestand. Aus diesem Grund wurde ein neuer Standort für den Hubschrauber gesucht. Christoph Hessen wurde für die Dauer von sechs Monaten nach Gießen verlegt, wo ein Probebetrieb stattfand und eine provisorische Luftrettungsstation eingerichtet wurde. Im Jahr 2010 erfolgte die erneute Beauftragung der Johanniter-Unfall-Hilfe durch das Land Hessen für den Betrieb des Hubschraubers. Der Standort Gießen wurde nach luftfahrtrechtlichen Prüfungen genehmigt. 2014 erfolgte die Inbetriebnahme des Luftrettungszentrums Gießen. Dieses ist westlich der Gießener Innenstadt im Gewerbegebiet Margaretenhütte gelegen. Im Jahr 2017 absolvierte Christoph Gießen insgesamt 987 Einsätze und ist damit die einsatzstärkste Maschine der Johanniter Luftrettung.
Am 24. November 2021 wurde mit dem Airbus Helicopters H145 D-3 ein neues Modell in den Regelbetrieb übernommen. Sollte es zu Patienten kommen, welche in der H145 nicht transportiert werden können oder wenn sehr weite Strecken zurückzulegen sind, wird weiterhin auf größere Modelle wie die H155 zurückgegriffen.